# ANORA アノーラ
『ANORA アノーラ』（アノーラ、Anora）は、2024年のアメリカ合衆国のロマンティックコメディ映画。監督・脚本はショーン・ベイカー、主演はマイキー・マディソンが務めた。
第77回カンヌ国際映画祭においてパルム・ドールを受賞。第97回アカデミー賞において、作品賞、監督賞、主演女優賞、脚本賞、編集賞の5部門を受賞した。また、ショーン・ベイカー監督は、アカデミー賞史上初となる単一作品で最多4つのオスカーを獲得するという快挙を達成した。

## あらすじ
ニューヨークでストリップダンサーとして働くアノーラが、ロシアのオリガルヒの息子イヴァンと出会い、恋に落ちる。しかし、息子の結婚に反対するイヴァンの両親がニューヨークまで乗り込んでくる…。

## キャスト
※括弧内はデジタル配信版に収録されている日本語吹替版キャスト。
- アノーラ “アニー”・ミケーヴァ: マイキー・マディソン - ヘッドクォーターズ・ストリップクラブで踊るストリップダンサー。(瀧本美織)
- イヴァン “ヴァーニャ”・ザハロフ: マーク・エイデルシュテイン（英語版） - ロシアのオリガルヒの息子。(入野自由)
- イゴール: ユーリー・ボリソフ - ヴァーニャの世話をする為にトロスに雇われた手下。(板倉光隆)
- トロス: カレン・カラグリアン（英語版） - ヴァーニャの父親に雇われて世話をするアルメニア人。(横島亘)
- ガルニク: ヴァチェ・トヴマシアン（英語版） - アルメニア人の手下でトロスの兄弟。(坂詰貴之)
- ニコライ・ザハロフ: アレクセイ・セレブリャコフ（英語版） - ヴァーニャの父親。(平林剛)
- ガリーナ・ザハロフ: ダリヤ・エカマソワ（英語版） - ヴァーニャの母親。(内海祐紀)
- ルル: ルナ・ソフィア・ミランダ - アニーの友人のストリッパー。(柚木尚子)
- ダイアモンド: リンジー・ノーミントン（英語版） - アニーとは仲が悪いストリッパー。(北原沙弥香)
- ジミー: ヴィンセント・ラドウィンスキー - ヘッドクォーターズ・ストリップクラブのオーナー。(佐々木祐介)
- トム: アントン・ビター - コニーアイランドのキャンディショップで働くヴァーニャの友人。(宮城一貴)
- クリスタル: アイヴィ・ウォーク（英語版） - コニーアイランドのキャンディショップで働くヴァーニャの友人。(村松凪)
- アレックス: ヴラド・ママイ - ヴァーニャの友人。(藤井雄太)
- ダーシャ:マリア・ティチンスカヤ  - ヴァーニャの友人。(葛原詩織)

## 製作
本作は性風俗が主題の作品であるため、多くのヌード・性的シーンが描かれており、俳優・監督らの意向によりインティマシー・コーディネーターをつけずに撮影が行われた。アワードシーズン真っ只中に行われたインタビューで、主演を務めたマイキーは「軽い気持ちで話せることではないけれど」と前置きしたうえで、「私の考えでは、結局のところ、女性として、自分が快適に撮影に臨める環境について決める権利は私にあると思っています。だって私の身体ですから」と語り、「性的なシーンを伴う作品では、事前に何度も話し合いが行われます。私も事前にたくさん話し合いました。密室で私と監督だけで決めるのではなく、私と私のチーム、共演者や彼らのチームなど、関わる人みんなが参加して、共通認識のもと一緒に決断を下しました」「次の作品では違うかもしれないけれど、女性として、俳優として、決めたことです」と自身の意思で現場の環境を選択できたと話している。加えて、マイキーはインティマシー・コーディネーターの必要性や重要性について言及し、「本作ではたまたま安全な経験をしましたが、毎回そうとは限らないと理解しています。だから、守り、サポートしてくれる人がいることは大切です。将来、シーンに関わる俳優全員にとって正しい決断だと感じられたら、ぜひともインティマシー・コーディネーターと仕事がしたいです」とインタビューに答えている。
ショーン・ベイカーは『ワンス・アポン・ア・タイム・イン・ハリウッド』（2019年）でマイキー・マディソンに興味を持ち、その後『スクリーム』（2022年）を観て、彼女をキャスティングしようと決めた。マディソンは役作りのためにロシア語を学び、ストリップクラブに通ってリサーチを重ね、さらにブルックリン流のアクセントを研究した。
また、主人公・アノーラのモチーフには日本映画『女囚701号 さそり』が使われており、監督はアノーラ役のマイキー・マディソンに「役作りのため『さそり』を見る」ように勧めた。監督自身、『さそり』の主役を務めた梶芽衣子のファンだという。

## 公開
2024年5月21日に第77回カンヌ国際映画祭でプレミア上映され、パルムドールを受賞した。アメリカ映画としては、2011年の『ツリー・オブ・ライフ』以来のことである。また、『パラサイト 半地下の家族』『TITANE/チタン』『逆転のトライアングル』『落下の解剖学』に続いて、5年連続でネオンが配給した作品が受賞した。上映終了後には10分間のスタンディングオベーションを受けた。
サウンドトラックには、テイク・ザットの『グレイテスト・デイ』のロビン・シュルツによるリミックスや、t.A.T.uの『オール・ザ・シングス・シー・セッド』が収録されている。
2024年10月18日にネオンによって劇場公開された。本作は600万ドルの予算に対して、世界中で4,000万ドル以上の興行収入を記録し、ショーン・ベイカー史上最高の興行収入となった。
ネオンのCEOであるトム・クインによると、P&Aとアワードシーズンの宣伝キャンペーンの予算は1800万ドルだった。

## 評価
2024年11月13日時点で、映画批評集積サイトのRotten Tomatoesには416件のレビューがあり、批評家支持率は97%、平均点は10点満点で8.9点となっている。観客支持率は91%、平均点は5点満点で4.4点となっている。サイト側による批評家の見解の要約は「脚本と監督を務めたショーン・ベイカーによるアメリカの労働者のもう一つの素晴らしいクロニクルは、マイキー・マディソンの威勢のいいパフォーマンスによって、最先端の恋愛ドラマとなった。」となっている。また、Metacriticには31件のレビューがあり、加重平均値は91/100となっている。

## 受賞とノミネート
| 年   | 映画賞                                             | 部門                                             | 対象                 | 結果       |
| ---- | -------------------------------------------------- | ------------------------------------------------ | -------------------- | ---------- |
| 2024 | 第77回カンヌ国際映画祭                             | パルム・ドール                                   | ANORA アノーラ       | 受賞       |
| 2024 | ナショナル・ボード・オブ・レビュー賞               | ブレイクスルー演技賞                             | マイキー・マディソン | 受賞       |
| 2024 | 第90回ニューヨーク映画批評家協会賞                 | 脚本賞                                           | ショーン・ベイカー   | 受賞       |
| 2024 | 第50回ロサンゼルス映画批評家協会賞                 | 作品賞                                           | ANORA アノーラ       | 受賞       |
| 2024 | 第50回ロサンゼルス映画批評家協会賞                 | 監督賞                                           | ショーン・ベイカー   | 次点       |
| 2024 | 第50回ロサンゼルス映画批評家協会賞                 | 主演女優賞                                       | マイキー・マディソン | 受賞       |
| 2024 | 第50回ロサンゼルス映画批評家協会賞                 | 助演男優賞                                       | ユーリー・ボリソフ   | 受賞       |
| 2024 | 第45回ボストン映画批評家協会賞                     | 作品賞                                           | ANORA アノーラ       | 受賞       |
| 2024 | 第45回ボストン映画批評家協会賞                     | 監督賞                                           | ショーン・ベイカー   | 受賞       |
| 2024 | 第45回ボストン映画批評家協会賞                     | 主演女優賞                                       | マイキー・マディソン | 受賞       |
| 2024 | ワシントンD.C.映画批評家協会賞                     | 作品賞                                           | ANORA アノーラ       | ノミネート |
| 2024 | ワシントンD.C.映画批評家協会賞                     | 監督賞                                           | ショーン・ベイカー   | ノミネート |
| 2024 | ワシントンD.C.映画批評家協会賞                     | 主演女優賞                                       | マイキー・マディソン | 受賞       |
| 2024 | ワシントンD.C.映画批評家協会賞                     | 助演男優賞                                       | ユーリー・ボリソフ   | ノミネート |
| 2024 | ワシントンD.C.映画批評家協会賞                     | 脚本賞                                           | ショーン・ベイカー   | ノミネート |
| 2024 | ワシントンD.C.映画批評家協会賞                     | 編集賞                                           | ショーン・ベイカー   | 受賞       |
| 2024 | ワシントンD.C.映画批評家協会賞                     | アンサンブル演技賞                               | ANORA アノーラ       | ノミネート |
| 2024 | ゴッサム賞                                         | 作品賞                                           | ANORA アノーラ       | ノミネート |
| 2024 | ゴッサム賞                                         | 監督賞                                           | ショーン・ベイカー   | ノミネート |
| 2024 | ゴッサム賞                                         | 主演俳優賞                                       | マイキー・マディソン | ノミネート |
| 2024 | ゴッサム賞                                         | 助演俳優賞                                       | ユーリー・ボリソフ   | ノミネート |
| 2024 | アトランタ映画批評家協会賞                         | 作品賞                                           | ANORA アノーラ       | 受賞       |
| 2024 | アトランタ映画批評家協会賞                         | 主演女優賞                                       | マイキー・マディソン | 受賞       |
| 2024 | アトランタ映画批評家協会賞                         | 脚本賞                                           | ショーン・ベイカー   | 受賞       |
| 2024 | アトランタ映画批評家協会賞                         | ブレイクスルー演技賞                             | マイキー・マディソン | 受賞       |
| 2024 | サンディエゴ映画批評家協会賞                       | 作品賞                                           | ANORA アノーラ       | 次点       |
| 2024 | サンディエゴ映画批評家協会賞                       | 主演女優賞                                       | マイキー・マディソン | ノミネート |
| 2024 | サンディエゴ映画批評家協会賞                       | 脚本賞                                           | ショーン・ベイカー   | 受賞       |
| 2024 | サンディエゴ映画批評家協会賞                       | 編集賞                                           | ショーン・ベイカー   | ノミネート |
| 2024 | サンディエゴ映画批評家協会賞                       | ブレイクスルー演技賞                             | マイキー・マディソン | 受賞       |
| 2024 | 第37回シカゴ映画批評家協会賞                       | 作品賞                                           | ANORA アノーラ       | ノミネート |
| 2024 | 第37回シカゴ映画批評家協会賞                       | 監督賞                                           | ショーン・ベイカー   | ノミネート |
| 2024 | 第37回シカゴ映画批評家協会賞                       | 主演女優賞                                       | マイキー・マディソン | ノミネート |
| 2024 | 第37回シカゴ映画批評家協会賞                       | 助演男優賞                                       | ユーリー・ボリソフ   | ノミネート |
| 2024 | 第37回シカゴ映画批評家協会賞                       | 脚本賞                                           | ショーン・ベイカー   | ノミネート |
| 2024 | 第37回シカゴ映画批評家協会賞                       | 編集賞                                           | ショーン・ベイカー   | ノミネート |
| 2024 | アストラ映画賞                                     | 作品賞                                           | ANORA アノーラ       | ノミネート |
| 2024 | アストラ映画賞                                     | 監督賞                                           | ショーン・ベイカー   | ノミネート |
| 2024 | アストラ映画賞                                     | 主演女優賞                                       | マイキー・マディソン | ノミネート |
| 2024 | アストラ映画賞                                     | 助演男優賞                                       | ユーリー・ボリソフ   | ノミネート |
| 2024 | アストラ映画賞                                     | 脚本賞                                           | ショーン・ベイカー   | ノミネート |
| 2024 | アストラ映画賞                                     | 編集賞                                           | ショーン・ベイカー   | ノミネート |
| 2024 | アストラ映画賞                                     | コメディ/ミュージカル映画賞                      | ANORA アノーラ       | ノミネート |
| 2024 | フェニックス・オンライン映画批評家協会賞           | 作品賞                                           | ANORA アノーラ       | ノミネート |
| 2024 | フェニックス・オンライン映画批評家協会賞           | 監督賞                                           | ショーン・ベイカー   | ノミネート |
| 2024 | フェニックス・オンライン映画批評家協会賞           | 主演女優賞                                       | マイキー・マディソン | 受賞       |
| 2024 | フェニックス・オンライン映画批評家協会賞           | 助演男優賞                                       | ユーリー・ボリソフ   | ノミネート |
| 2024 | フェニックス・オンライン映画批評家協会賞           | 脚本賞                                           | ショーン・ベイカー   | ノミネート |
| 2024 | フェニックス・オンライン映画批評家協会賞           | コメディ映画賞                                   | ANORA アノーラ       | 受賞       |
| 2024 | ラスベガス映画批評家協会賞                         | 主演女優賞                                       | マイキー・マディソン | 受賞       |
| 2024 | ラスベガス映画批評家協会賞                         | 脚本賞                                           | ショーン・ベイカー   | ノミネート |
| 2024 | ラスベガス映画批評家協会賞                         | アンサンブル演技賞                               | ANORA アノーラ       | ノミネート |
| 2024 | ボストン・オンライン映画批評家協会賞               | 作品賞                                           | ANORA アノーラ       | 受賞       |
| 2024 | ボストン・オンライン映画批評家協会賞               | 脚本賞                                           | ショーン・ベイカー   | 受賞       |
| 2024 | トロント映画批評家協会賞                           | 作品賞                                           | ANORA アノーラ       | 次点       |
| 2024 | トロント映画批評家協会賞                           | 監督賞                                           | ショーン・ベイカー   | 次点       |
| 2024 | トロント映画批評家協会賞                           | 主演俳優賞                                       | マイキー・マディソン | 受賞       |
| 2024 | トロント映画批評家協会賞                           | 助演俳優賞                                       | ユーリー・ボリソフ   | 受賞       |
| 2024 | 第21回セントルイス映画批評家協会賞                 | 作品賞                                           | ANORA アノーラ       | 次点       |
| 2024 | 第21回セントルイス映画批評家協会賞                 | 主演女優賞                                       | マイキー・マディソン | 受賞       |
| 2024 | 第21回セントルイス映画批評家協会賞                 | 脚本賞                                           | ショーン・ベイカー   | ノミネート |
| 2024 | 第23回サンフランシスコ・ベイエリア映画批評家協会賞 | 作品賞                                           | ANORA アノーラ       | 受賞       |
| 2024 | 第23回サンフランシスコ・ベイエリア映画批評家協会賞 | 監督賞                                           | ショーン・ベイカー   | ノミネート |
| 2024 | 第23回サンフランシスコ・ベイエリア映画批評家協会賞 | 主演女優賞                                       | マイキー・マディソン | ノミネート |
| 2024 | 第23回サンフランシスコ・ベイエリア映画批評家協会賞 | 助演男優賞                                       | ユーリー・ボリソフ   | 受賞       |
| 2024 | 第23回サンフランシスコ・ベイエリア映画批評家協会賞 | 脚本賞                                           | ショーン・ベイカー   | 受賞       |
| 2024 | 第23回サンフランシスコ・ベイエリア映画批評家協会賞 | 編集賞                                           | ショーン・ベイカー   | 受賞       |
| 2024 | フェニックス映画批評家協会賞                       | 主演女優賞                                       | マイキー・マディソン | 受賞       |
| 2024 | フェニックス映画批評家協会賞                       | 脚本賞                                           | ショーン・ベイカー   | 受賞       |
| 2024 | フェニックス映画批評家協会賞                       | ブレイクスルー演技賞                             | マイキー・マディソン | 受賞       |
| 2024 | ニューヨーク・オンライン映画批評家協会賞           | 作品賞                                           | ANORA アノーラ       | ノミネート |
| 2024 | ニューヨーク・オンライン映画批評家協会賞           | 監督賞                                           | ショーン・ベイカー   | ノミネート |
| 2024 | ニューヨーク・オンライン映画批評家協会賞           | 脚本賞                                           | ショーン・ベイカー   | ノミネート |
| 2024 | ニューヨーク・オンライン映画批評家協会賞           | 主演女優賞                                       | マイキー・マディソン | ノミネート |
| 2024 | ニューヨーク・オンライン映画批評家協会賞           | 助演男優賞                                       | ユーリー・ボリソフ   | ノミネート |
| 2024 | ニューヨーク・オンライン映画批評家協会賞           | アンサンブル演技賞                               | ANORA アノーラ       | ノミネート |
| 2024 | ニューヨーク・オンライン映画批評家協会賞           | ブレイクスルー演技賞                             | マイキー・マディソン | ノミネート |
| 2024 | 2024シアトル映画批評家協会賞                       | 作品賞                                           | ANORA アノーラ       | ノミネート |
| 2024 | 2024シアトル映画批評家協会賞                       | 監督賞                                           | ショーン・ベイカー   | 受賞       |
| 2024 | 2024シアトル映画批評家協会賞                       | 主演女優賞                                       | マイキー・マディソン | 受賞       |
| 2024 | 2024シアトル映画批評家協会賞                       | アンサンブル演技賞                               | ANORA アノーラ       | 受賞       |
| 2024 | 2024シアトル映画批評家協会賞                       | 脚本賞                                           | ショーン・ベイカー   | 受賞       |
| 2024 | 2024シアトル映画批評家協会賞                       | 編集賞                                           | ショーン・ベイカー   | ノミネート |
| 2024 | 第33回サウスイースタン映画批評家協会賞             | 作品賞                                           | ANORA アノーラ       | 受賞       |
| 2024 | 第33回サウスイースタン映画批評家協会賞             | 監督賞                                           | ショーン・ベイカー   | 次点       |
| 2024 | 第33回サウスイースタン映画批評家協会賞             | 主演女優賞                                       | マイキー・マディソン | 受賞       |
| 2024 | 第33回サウスイースタン映画批評家協会賞             | 脚本賞                                           | ショーン・ベイカー   | 受賞       |
| 2024 | アイオワ映画批評家協会賞                           | 作品賞                                           | ANORA アノーラ       | 受賞       |
| 2024 | アイオワ映画批評家協会賞                           | 監督賞                                           | ショーン・ベイカー   | 受賞       |
| 2024 | アイオワ映画批評家協会賞                           | 主演女優賞                                       | マイキー・マディソン | 受賞       |
| 2024 | 第30回ダラス・フォートワース映画批評家協会賞       | 作品賞                                           | ANORA アノーラ       | 受賞       |
| 2024 | 第30回ダラス・フォートワース映画批評家協会賞       | 監督賞                                           | ショーン・ベイカー   | 受賞       |
| 2024 | 第30回ダラス・フォートワース映画批評家協会賞       | 主演女優賞                                       | マイキー・マディソン | 受賞       |
| 2024 | 第30回ダラス・フォートワース映画批評家協会賞       | 脚本賞                                           | ショーン・ベイカー   | 次点       |
| 2024 | フィラデルフィア映画批評家協会賞                   | 作品賞                                           | ANORA アノーラ       | 受賞       |
| 2024 | フィラデルフィア映画批評家協会賞                   | 監督賞                                           | ショーン・ベイカー   | 受賞       |
| 2024 | フィラデルフィア映画批評家協会賞                   | 主演女優賞                                       | マイキー・マディソン | 受賞       |
| 2024 | フィラデルフィア映画批評家協会賞                   | 脚本賞                                           | ショーン・ベイカー   | 受賞       |
| 2024 | フィラデルフィア映画批評家協会賞                   | ブレイクスルー演技賞                             | マイキー・マディソン | 受賞       |
| 2024 | フィラデルフィア映画批評家協会賞                   | ブレイクスルー演技賞                             | ユーリー・ボリソフ   | 次点       |
| 2024 | フィラデルフィア映画批評家協会賞                   | アンサンブル演技賞                               | ANORA アノーラ       | 受賞       |
| 2024 | オンライン女性映画批評家協会賞                     | 作品賞                                           | ANORA アノーラ       | 受賞       |
| 2024 | オンライン女性映画批評家協会賞                     | 監督賞                                           | ショーン・ベイカー   | ノミネート |
| 2024 | オンライン女性映画批評家協会賞                     | 主演女優賞                                       | マイキー・マディソン | ノミネート |
| 2024 | オンライン女性映画批評家協会賞                     | 助演男優賞                                       | ユーリー・ボリソフ   | ノミネート |
| 2024 | オンライン女性映画批評家協会賞                     | アンサンブル演技賞                               | ANORA アノーラ       | ノミネート |
| 2024 | オンライン女性映画批評家協会賞                     | ブレイクスルー演技賞                             | マイキー・マディソン | 受賞       |
| 2024 | オンライン女性映画批評家協会賞                     | 脚本賞                                           | ショーン・ベイカー   | ノミネート |
| 2024 | UK映画批評家協会賞                                 | 作品賞                                           | ANORA アノーラ       | ノミネート |
| 2024 | UK映画批評家協会賞                                 | 主演女優賞                                       | マイキー・マディソン | ノミネート |
| 2024 | UK映画批評家協会賞                                 | 助演男優賞                                       | ユーリー・ボリソフ   | ノミネート |
| 2024 | ノーステキサス映画批評家協会賞                     | 作品賞                                           | ANORA アノーラ       | 受賞       |
| 2024 | ノーステキサス映画批評家協会賞                     | 監督賞                                           | ショーン・ベイカー   | ノミネート |
| 2024 | ノーステキサス映画批評家協会賞                     | 主演女優賞                                       | マイキー・マディソン | 受賞       |
| 2024 | ノーステキサス映画批評家協会賞                     | 助演男優賞                                       | ユーリー・ボリソフ   | ノミネート |
| 2024 | ノーステキサス映画批評家協会賞                     | 脚本賞                                           | ショーン・ベイカー   | 受賞       |
| 2025 | セントラルフロリダ映画批評家協会賞                 | 作品賞                                           | ANORA アノーラ       | 受賞       |
| 2025 | セントラルフロリダ映画批評家協会賞                 | 主演女優賞                                       | マイキー・マディソン | 受賞       |
| 2025 | セントラルフロリダ映画批評家協会賞                 | 脚本賞                                           | ショーン・ベイカー   | 受賞       |
| 2025 | コロンバス映画批評家協会賞                         | 作品賞                                           | ANORA アノーラ       | ノミネート |
| 2025 | コロンバス映画批評家協会賞                         | 主演俳優賞                                       | マイキー・マディソン | 次点       |
| 2025 | コロンバス映画批評家協会賞                         | 助演俳優賞                                       | ユーリー・ボリソフ   | ノミネート |
| 2025 | コロンバス映画批評家協会賞                         | アンサンブル演技賞                               | ANORA アノーラ       | ノミネート |
| 2025 | コロンバス映画批評家協会賞                         | ブレイクスルー映画人賞                           | マイキー・マディソン | 受賞       |
| 2025 | コロンバス映画批評家協会賞                         | 脚本賞                                           | ショーン・ベイカー   | ノミネート |
| 2025 | コロンバス映画批評家協会賞                         | 編集賞                                           | ショーン・ベイカー   | ノミネート |
| 2025 | ノースカロライナ映画批評家協会賞                   | 作品賞                                           | ANORA アノーラ       | ノミネート |
| 2025 | ノースカロライナ映画批評家協会賞                   | 主演女優賞                                       | マイキー・マディソン | 受賞       |
| 2025 | ノースカロライナ映画批評家協会賞                   | 助演男優賞                                       | ユーリー・ボリソフ   | ノミネート |
| 2025 | ノースカロライナ映画批評家協会賞                   | ブレイクスルー演技賞                             | マイキー・マディソン | 受賞       |
| 2025 | ノースカロライナ映画批評家協会賞                   | 脚本賞                                           | ショーン・ベイカー   | ノミネート |
| 2025 | ノースカロライナ映画批評家協会賞                   | 編集賞                                           | ショーン・ベイカー   | ノミネート |
| 2025 | オクラホマ映画批評家協会賞                         | 作品賞                                           | ANORA アノーラ       | 次点       |
| 2025 | オクラホマ映画批評家協会賞                         | 主演女優賞                                       | マイキー・マディソン | 受賞       |
| 2025 | ディスカッシングフィルム批評家賞                   | 作品賞                                           | ANORA アノーラ       | 銀賞       |
| 2025 | ディスカッシングフィルム批評家賞                   | 監督賞                                           | ショーン・ベイカー   | ノミネート |
| 2025 | ディスカッシングフィルム批評家賞                   | 主演女優賞                                       | マイキー・マディソン | 受賞       |
| 2025 | ディスカッシングフィルム批評家賞                   | 助演男優賞                                       | ユーリー・ボリソフ   | ノミネート |
| 2025 | ディスカッシングフィルム批評家賞                   | アンサンブル演技賞                               | ANORA アノーラ       | ノミネート |
| 2025 | ディスカッシングフィルム批評家賞                   | 脚本賞                                           | ショーン・ベイカー   | 銀賞       |
| 2025 | ディスカッシングフィルム批評家賞                   | 編集賞                                           | ショーン・ベイカー   | ノミネート |
| 2025 | ディスカッシングフィルム批評家賞                   | コメディ作品賞                                   | ANORA アノーラ       | 受賞       |
| 2025 | カンザスシティ映画批評家協会賞                     | 作品賞                                           | ANORA アノーラ       | ノミネート |
| 2025 | カンザスシティ映画批評家協会賞                     | 監督賞                                           | ショーン・ベイカー   | 次点       |
| 2025 | カンザスシティ映画批評家協会賞                     | 主演女優賞                                       | マイキー・マディソン | 受賞       |
| 2025 | カンザスシティ映画批評家協会賞                     | 助演男優賞                                       | ユーリー・ボリソフ   | 次点       |
| 2025 | カンザスシティ映画批評家協会賞                     | 脚本賞                                           | ショーン・ベイカー   | 次点       |
| 2025 | ウエスタン・ニューヨーク映画批評家協会賞           | 作品賞                                           | ANORA アノーラ       | ノミネート |
| 2025 | ウエスタン・ニューヨーク映画批評家協会賞           | 監督賞                                           | ショーン・ベイカー   | ノミネート |
| 2025 | ウエスタン・ニューヨーク映画批評家協会賞           | 主演女優賞                                       | マイキー・マディソン | ノミネート |
| 2025 | ウエスタン・ニューヨーク映画批評家協会賞           | 助演男優賞                                       | ユーリー・ボリソフ   | ノミネート |
| 2025 | ウエスタン・ニューヨーク映画批評家協会賞           | 脚本賞                                           | ショーン・ベイカー   | ノミネート |
| 2025 | 第82回ゴールデングローブ賞                         | 作品賞(ミュージカル・コメディ部門)               | ANORA アノーラ       | ノミネート |
| 2025 | 第82回ゴールデングローブ賞                         | 監督賞                                           | ショーン・ベイカー   | ノミネート |
| 2025 | 第82回ゴールデングローブ賞                         | 主演女優賞(ミュージカル・コメディ部門)           | マイキー・マディソン | ノミネート |
| 2025 | 第82回ゴールデングローブ賞                         | 助演男優賞                                       | ユーリー・ボリソフ   | ノミネート |
| 2025 | 第82回ゴールデングローブ賞                         | 脚本賞                                           | ショーン・ベイカー   | ノミネート |
| 2025 | 全米映画批評家協会賞                               | 作品賞                                           | ANORA アノーラ       | 次点       |
| 2025 | 全米映画批評家協会賞                               | 監督賞                                           | ショーン・ベイカー   | 次点       |
| 2025 | 全米映画批評家協会賞                               | 主演女優賞                                       | マイキー・マディソン | 次点       |
| 2025 | オースティン映画批評家協会賞                       | 作品賞                                           | ANORA アノーラ       | 受賞       |
| 2025 | オースティン映画批評家協会賞                       | 監督賞                                           | ショーン・ベイカー   | 受賞       |
| 2025 | オースティン映画批評家協会賞                       | 主演女優賞                                       | マイキー・マディソン | 受賞       |
| 2025 | オースティン映画批評家協会賞                       | 助演男優賞                                       | ユーリー・ボリソフ   | 受賞       |
| 2025 | オースティン映画批評家協会賞                       | アンサンブル演技賞                               | ANORA アノーラ       | ノミネート |
| 2025 | オースティン映画批評家協会賞                       | 脚本賞                                           | ショーン・ベイカー   | 受賞       |
| 2025 | オースティン映画批評家協会賞                       | 編集賞                                           | ショーン・ベイカー   | ノミネート |
| 2025 | オースティン映画批評家協会賞                       | ブレイクスルー演技賞                             | マイキー・マディソン | 受賞       |
| 2025 | ジョージア映画批評家協会賞                         | 作品賞                                           | ANORA アノーラ       | 受賞       |
| 2025 | ジョージア映画批評家協会賞                         | 監督賞                                           | ショーン・ベイカー   | ノミネート |
| 2025 | ジョージア映画批評家協会賞                         | 主演女優賞                                       | マイキー・マディソン | 受賞       |
| 2025 | ジョージア映画批評家協会賞                         | 助演男優賞                                       | ユーリー・ボリソフ   | ノミネート |
| 2025 | ジョージア映画批評家協会賞                         | 脚本賞                                           | ショーン・ベイカー   | 受賞       |
| 2025 | 女性映画ジャーナリスト同盟                         | 作品賞                                           | ANORA アノーラ       | ノミネート |
| 2025 | 女性映画ジャーナリスト同盟                         | 監督賞                                           | ショーン・ベイカー   | ノミネート |
| 2025 | 女性映画ジャーナリスト同盟                         | 脚本賞                                           | ショーン・ベイカー   | ノミネート |
| 2025 | 女性映画ジャーナリスト同盟                         | 主演女優賞                                       | マイキー・マディソン | ノミネート |
| 2025 | 女性映画ジャーナリスト同盟                         | 助演男優賞                                       | ユーリー・ボリソフ   | ノミネート |
| 2025 | 女性映画ジャーナリスト同盟                         | アンサンブル演技賞＆キャスティングディレクター賞 | ANORA アノーラ       | ノミネート |
| 2025 | 女性映画ジャーナリスト同盟                         | 編集賞                                           | ショーン・ベイカー   | ノミネート |
| 2025 | 女性映画ジャーナリスト同盟                         | ブレイクスルー演技賞                             | マイキー・マディソン | 受賞       |
| 2025 | ミネソタ映画批評家協会賞                           | 監督賞                                           | ショーン・ベイカー   | ノミネート |
| 2025 | ミネソタ映画批評家協会賞                           | 主演女優賞                                       | マイキー・マディソン | ノミネート |
| 2025 | ミネソタ映画批評家協会賞                           | 助演男優賞                                       | ユーリー・ボリソフ   | ノミネート |
| 2025 | ミネソタ映画批評家協会賞                           | 脚本賞                                           | ショーン・ベイカー   | ノミネート |
| 2025 | ミュージック・シティ映画批評家協会賞               | 作品賞                                           | ANORA アノーラ       | ノミネート |
| 2025 | ミュージック・シティ映画批評家協会賞               | 主演女優賞                                       | マイキー・マディソン | ノミネート |
| 2025 | ミュージック・シティ映画批評家協会賞               | 脚本賞                                           | ショーン・ベイカー   | 受賞       |
| 2025 | ミュージック・シティ映画批評家協会賞               | 編集賞                                           | ショーン・ベイカー   | ノミネート |
| 2025 | ユタ映画批評家協会賞                               | 監督賞                                           | ショーン・ベイカー   | ノミネート |
| 2025 | ユタ映画批評家協会賞                               | 主演女優賞                                       | マイキー・マディソン | ノミネート |
| 2025 | プエルトリコ映画批評家協会賞                       | 作品賞                                           | ANORA アノーラ       | ノミネート |
| 2025 | プエルトリコ映画批評家協会賞                       | 監督賞                                           | ショーン・ベイカー   | ノミネート |
| 2025 | プエルトリコ映画批評家協会賞                       | コメディ映画賞                                   | ANORA アノーラ       | 次点       |
| 2025 | プエルトリコ映画批評家協会賞                       | 脚本賞                                           | ショーン・ベイカー   | ノミネート |
| 2025 | プエルトリコ映画批評家協会賞                       | 主演女優賞                                       | マイキー・マディソン | ノミネート |
| 2025 | プエルトリコ映画批評家協会賞                       | 助演男優賞                                       | ユーリー・ボリソフ   | ノミネート |
| 2025 | ハワイ映画批評家協会賞                             | 主演女優賞                                       | マイキー・マディソン | ノミネート |
| 2025 | ハワイ映画批評家協会賞                             | 脚本賞                                           | ショーン・ベイカー   | ノミネート |
| 2025 | ノースダコタ映画批評家協会賞                       | 作品賞                                           | ANORA アノーラ       | 受賞       |
| 2025 | ノースダコタ映画批評家協会賞                       | 監督賞                                           | ショーン・ベイカー   | 受賞       |
| 2025 | ノースダコタ映画批評家協会賞                       | 主演女優賞                                       | マイキー・マディソン | 受賞       |
| 2025 | ノースダコタ映画批評家協会賞                       | 助演男優賞                                       | ユーリー・ボリソフ   | 受賞       |
| 2025 | ノースダコタ映画批評家協会賞                       | 脚本賞                                           | ショーン・ベイカー   | ノミネート |
| 2025 | ノースダコタ映画批評家協会賞                       | アンサンブル演技賞                               | ANORA アノーラ       | 受賞       |
| 2025 | ノースダコタ映画批評家協会賞                       | 編集賞                                           | ショーン・ベイカー   | ノミネート |
| 2025 | ヒューストン映画批評家協会賞                       | 作品賞                                           | ANORA アノーラ       | 受賞       |
| 2025 | ヒューストン映画批評家協会賞                       | 監督賞                                           | ショーン・ベイカー   | ノミネート |
| 2025 | ヒューストン映画批評家協会賞                       | 主演女優賞                                       | マイキー・マディソン | 受賞       |
| 2025 | ヒューストン映画批評家協会賞                       | 助演男優賞                                       | ユーリー・ボリソフ   | ノミネート |
| 2025 | ヒューストン映画批評家協会賞                       | 脚本賞                                           | ショーン・ベイカー   | 受賞       |
| 2025 | ヒューストン映画批評家協会賞                       | アンサンブル演技賞                               | ANORA アノーラ       | ノミネート |
| 2025 | ポートランド映画批評家協会賞                       | 作品賞                                           | ANORA アノーラ       | ノミネート |
| 2025 | ポートランド映画批評家協会賞                       | 主演女優賞                                       | マイキー・マディソン | 次点       |
| 2025 | ポートランド映画批評家協会賞                       | 助演男優賞                                       | ユーリー・ボリソフ   | ノミネート |
| 2025 | ポートランド映画批評家協会賞                       | 脚本賞                                           | ショーン・ベイカー   | ノミネート |
| 2025 | ポートランド映画批評家協会賞                       | 編集賞                                           | ショーン・ベイカー   | ノミネート |
| 2025 | シカゴ・インディーズ批評家ウィンディ賞             | 作品賞                                           | ANORA アノーラ       | ノミネート |
| 2025 | シカゴ・インディーズ批評家ウィンディ賞             | 監督賞                                           | ショーン・ベイカー   | ノミネート |
| 2025 | シカゴ・インディーズ批評家ウィンディ賞             | 脚本賞                                           | ショーン・ベイカー   | ノミネート |
| 2025 | シカゴ・インディーズ批評家ウィンディ賞             | 主演女優賞                                       | マイキー・マディソン | ノミネート |
| 2025 | シカゴ・インディーズ批評家ウィンディ賞             | ブレイクアウト俳優賞                             | ユーリー・ボリソフ   | ノミネート |
| 2025 | デンヴァー映画批評家協会賞                         | 作品賞                                           | ANORA アノーラ       | ノミネート |
| 2025 | デンヴァー映画批評家協会賞                         | 監督賞                                           | ショーン・ベイカー   | ノミネート |
| 2025 | デンヴァー映画批評家協会賞                         | 主演女優賞                                       | マイキー・マディソン | ノミネート |
| 2025 | デンヴァー映画批評家協会賞                         | 助演男優賞                                       | ユーリー・ボリソフ   | ノミネート |
| 2025 | デンヴァー映画批評家協会賞                         | 脚本賞                                           | ショーン・ベイカー   | ノミネート |
| 2025 | デンヴァー映画批評家協会賞                         | アンサンブル演技賞                               | ANORA アノーラ       | ノミネート |
| 2025 | デンヴァー映画批評家協会賞                         | コメディ映画賞                                   | ANORA アノーラ       | 受賞       |
| 2025 | サテライト賞                                       | 作品賞(コメディ・ミュージカル部門)               | ANORA アノーラ       | 受賞       |
| 2025 | サテライト賞                                       | 監督賞                                           | ショーン・ベイカー   | ノミネート |
| 2025 | サテライト賞                                       | 主演女優賞                                       | マイキー・マディソン | ノミネート |
| 2025 | サテライト賞                                       | 助演男優賞                                       | ユーリー・ボリソフ   | ノミネート |
| 2025 | サテライト賞                                       | 脚本賞                                           | ショーン・ベイカー   | ノミネート |
| 2025 | サテライト賞                                       | 編集賞                                           | ショーン・ベイカー   | ノミネート |
| 2025 | 第28回オンライン映画批評家協会賞                   | 作品賞                                           | ANORA アノーラ       | 受賞       |
| 2025 | 第28回オンライン映画批評家協会賞                   | 監督賞                                           | ショーン・ベイカー   | ノミネート |
| 2025 | 第28回オンライン映画批評家協会賞                   | 主演女優賞                                       | マイキー・マディソン | 受賞       |
| 2025 | 第28回オンライン映画批評家協会賞                   | 助演男優賞                                       | ユーリー・ボリソフ   | ノミネート |
| 2025 | 第28回オンライン映画批評家協会賞                   | 脚本賞                                           | ショーン・ベイカー   | 受賞       |
| 2025 | 第28回オンライン映画批評家協会賞                   | 編集賞                                           | ショーン・ベイカー   | ノミネート |
| 2025 | 第45回ロンドン映画批評家協会賞                     | 作品賞                                           | ANORA アノーラ       | ノミネート |
| 2025 | 第45回ロンドン映画批評家協会賞                     | 監督賞                                           | ショーン・ベイカー   | ノミネート |
| 2025 | 第45回ロンドン映画批評家協会賞                     | 主演女優賞                                       | マイキー・マディソン | ノミネート |
| 2025 | 第45回ロンドン映画批評家協会賞                     | 助演男優賞                                       | ユーリー・ボリソフ   | ノミネート |
| 2025 | 第45回ロンドン映画批評家協会賞                     | 脚本賞                                           | ショーン・ベイカー   | ノミネート |
| 2025 | 第45回ロンドン映画批評家協会賞                     | 技術賞（スタント）                               | ANORA アノーラ       | ノミネート |
| 2025 | 第30回クリティクス・チョイス・アワード             | 作品賞                                           | ANORA アノーラ       | 受賞       |
| 2025 | 第30回クリティクス・チョイス・アワード             | 監督賞                                           | ショーン・ベイカー   | ノミネート |
| 2025 | 第30回クリティクス・チョイス・アワード             | 主演女優賞                                       | マイキー・マディソン | ノミネート |
| 2025 | 第30回クリティクス・チョイス・アワード             | 助演男優賞                                       | ユーリー・ボリソフ   | ノミネート |
| 2025 | 第30回クリティクス・チョイス・アワード             | 脚本賞                                           | ショーン・ベイカー   | ノミネート |
| 2025 | 第30回クリティクス・チョイス・アワード             | 編集賞                                           | ショーン・ベイカー   | ノミネート |
| 2025 | 全米監督協会賞                                     | 長編映画監督賞                                   | ショーン・ベイカー   | 受賞       |
| 2025 | 全米製作者組合賞                                   | 劇場映画賞                                       | ANORA アノーラ       | 受賞       |
| 2025 | 全米脚本家組合賞                                   | 脚本賞                                           | ショーン・ベイカー   | 受賞       |
| 2025 | 全米映画俳優組合賞                                 | 主演女優賞                                       | マイキー・マディソン | ノミネート |
| 2025 | 全米映画俳優組合賞                                 | 助演男優賞                                       | ユーリー・ボリソフ   | ノミネート |
| 2025 | 全米映画俳優組合賞                                 | キャスト賞                                       | ANORA アノーラ       | ノミネート |
| 2025 | インディペンデント・スピリット賞                   | 作品賞                                           | ANORA アノーラ       | 受賞       |
| 2025 | インディペンデント・スピリット賞                   | 監督賞                                           | ショーン・ベイカー   | 受賞       |
| 2025 | インディペンデント・スピリット賞                   | 主演俳優賞                                       | マイキー・マディソン | 受賞       |
| 2025 | インディペンデント・スピリット賞                   | 助演俳優賞                                       | ユーリー・ボリソフ   | ノミネート |
| 2025 | 英国アカデミー賞                                   | 作品賞                                           | ANORA アノーラ       | ノミネート |
| 2025 | 英国アカデミー賞                                   | 監督賞                                           | ショーン・ベイカー   | ノミネート |
| 2025 | 英国アカデミー賞                                   | 主演女優賞                                       | マイキー・マディソン | 受賞       |
| 2025 | 英国アカデミー賞                                   | 助演男優賞                                       | ユーリー・ボリソフ   | ノミネート |
| 2025 | 英国アカデミー賞                                   | 脚本賞                                           | ショーン・ベイカー   | ノミネート |
| 2025 | 英国アカデミー賞                                   | 編集賞                                           | ショーン・ベイカー   | ノミネート |
| 2025 | 第97回アカデミー賞                                 | 作品賞                                           | ANORA アノーラ       | 受賞       |
| 2025 | 第97回アカデミー賞                                 | 監督賞                                           | ショーン・ベイカー   | 受賞       |
| 2025 | 第97回アカデミー賞                                 | 主演女優賞                                       | マイキー・マディソン | 受賞       |
| 2025 | 第97回アカデミー賞                                 | 助演男優賞                                       | ユーリー・ボリソフ   | ノミネート |
| 2025 | 第97回アカデミー賞                                 | 脚本賞                                           | ショーン・ベイカー   | 受賞       |
| 2025 | 第97回アカデミー賞                                 | 編集賞                                           | ショーン・ベイカー   | 受賞       |